# 帕里斯鎮區 (堪薩斯州林縣)
帕里斯鎮區（英語：Paris Township）為美國堪薩斯州林縣轄下的鎮區。2010年美国人口普查中該鎮區人口有567人。

## 地理
帕里斯鎮區涵蓋總面積為167.42平方（64.64平方英里），其中166.49平方（64.28平方英里）為陸地，0.92平方（0.36平方英里）或0.55%為水域。海拔高度272（892英尺）。

## 人口統計
根據2010年美國人口普查，帕里斯鎮區人口有567人，住房480戶，人口密度為3.39人/每平方公里。此鎮區居民之種族中，白人有555人，非裔美國人有1人，美洲原住民有2人，亞裔美國人有0人，太平洋島裔美國人有0人，其他種族有0人，混血種族則有9人。此外此鎮區有3人為西班牙裔或拉丁裔美國人。

## 交通

### 主要公路
- 7號堪薩斯州州道